# József Árkövy
József Árkövy (ur. 8 lutego 1851 w Budapeszcie, zm. 19 maja 1922 tamże) – węgierski lekarz, stomatolog.
Studiował na Uniwersytecie w Budapeszcie, specjalizował się w stomatologii w Londynie. Od 1890 kierował nowo powstałą kliniką stomatologii w Budapeszcie, w 1891/92 roku został profesorem nadzwyczajnym.
Uznawany za twórcę węgierskiej stomatologii jako odrębnej specjalności medycznej.

## Wybrane prace
- A fogak gondozása (1881)
- A fogbél és gyökhártya bántalmak (1884)
- Diagnostik der Zahnkrankheiten (1885)